# Liste der Kulturdenkmale in Rippershausen
Die Liste der Kulturdenkmale in Rippershausen umfasst die als Ensembles, Straßenzüge und Einzeldenkmale erfassten Kulturdenkmale in der thüringischen Gemeinde Rippershausen im Landkreis Schmalkalden-Meiningen mit dem Stand vom 24. Februar 2025.
Die Angaben in der Liste ersetzen nicht die rechtsverbindliche Auskunft der zuständigen Denkmalschutzbehörde.

## Legende
- Bild: zeigt ein Bild des Kulturdenkmals und gegebenenfalls einen Link zu weiteren Fotos des Kulturdenkmals im Medienarchiv Wikimedia Commons
- Bezeichnung: Name, Bezeichnung oder die Art des Kulturdenkmals
- Lage: Wenn vorhanden Straßenname und Hausnummer des Kulturdenkmals; Grundsortierung der Liste erfolgt nach dieser Adresse. Der Link Karte führt zu verschiedenen Kartendarstellungen und nennt die Koordinaten des Kulturdenkmals.
 Kartenansicht, um Koordinaten zu setzen – in dieser Kartenansicht sind Kulturdenkmale ohne Koordinaten mit einem roten bzw. orangen Marker dargestellt und können in der Karte gesetzt werden. Kulturdenkmale ohne Bild sind mit einem blauen bzw. roten Marker gekennzeichnet, Kulturdenkmale mit Bild mit einem grünen bzw. orangen Marker.
- Datierung: gibt das Jahr der Fertigstellung beziehungsweise das Datum der Erstnennung oder den Zeitraum der Errichtung an
- Beschreibung: bauliche und geschichtliche Einzelheiten des Kulturdenkmals, vorzugsweise die Denkmaleigenschaften
- ID: Die ID identifiziert das Kulturdenkmal eindeutig. In Thüringen sind aktuell keine IDs veröffentlicht. In der ID-Spalte kann sich auch folgendes Icon  befinden, dies führt zu Angaben zu diesem Kulturdenkmal bei Wikidata.

## Kulturdenkmale nach Gemarkungen

### Rippershausen
| Bild                                    | Bezeichnung         | Lage                                                    | Datierung | Beschreibung                                                                  | ID |
| --------------------------------------- | ------------------- | ------------------------------------------------------- | --------- | ----------------------------------------------------------------------------- | -- |
| BW                                      | Tellbrönn           | Rippershausen, Im Dorf o. Nr., Flurstück 105/11 (Karte) |           | Laufbrunnen                                                                   |    |
| BW                                      | Gehöft              | Rippershausen, Im Dorf 11 (Karte)                       |           |                                                                               |    |
| weitere Bilder Fotos hochladen          | Evangelische Kirche | Rippershausen, Im Dorf 18 (Karte)                       |           | Kirche samt künstlerischer Ausstattung                                        |    |
| BW                                      | Kirchhof            | Rippershausen, Im Dorf 18 (Karte)                       |           |                                                                               |    |
| BW                                      | Wohnhaus            | Rippershausen, Im Dorf 20 (Karte)                       |           |                                                                               |    |
| BW                                      | Wohnhaus            | Rippershausen, Im Dorf 23 (Karte)                       |           |                                                                               |    |
| Direkt Bild zu diesem Denkmal hochladen | Wohnhaus            | Rippershausen, Im Dorf 52                               |           |                                                                               |    |
| BW                                      | Friedhof            | Rippershausen, Stepfershäuser Straße (Karte)            |           | Friedhof mit Umfriedung, Torbogen, altem Baumbestand und historischen Gräbern |    |

### Melkers
| Bild                           | Bezeichnung         | Lage                                         | Datierung | Beschreibung                           | ID |
| ------------------------------ | ------------------- | -------------------------------------------- | --------- | -------------------------------------- | -- |
| BW                             | Feuerwehrgerätehaus | Bachgrund o. Nr., Flurstück 448 (Karte)      |           |                                        |    |
| BW                             | Gehöft              | Melkerser Hauptstraße 7 (Karte)              |           |                                        |    |
| BW                             | Schule              | Melkers, Melkerser Hauptstraße 12 (Karte)    |           |                                        |    |
| BW                             | Laufbrunnen         | Unterdorf o. Nr., Flurstück 51/4 (Karte)     |           |                                        |    |
| BW                             | Wohnhaus            | Unterdorf o. Nr., Flurstück 29 / 2 (Karte)   |           |                                        |    |
| BW                             | Nebengebäude        | Unterdorf o. Nr., Flurstück 29 / 2 (Karte)   |           |                                        |    |
| BW                             | Gehöft              | Melkers, Unterdorf 2, Flurstück 24/4 (Karte) |           |                                        |    |
| weitere Bilder Fotos hochladen | Evangelische Kirche | Unterdorf 12 (Karte)                         |           | Kirche samt künstlerischer Ausstattung |    |
| BW                             | Kirchhof            | Melkers, Unterdorf 12 (Karte)                |           |                                        |    |
| BW                             | Wohnhaus            | Unterdorf 13, Flurstück 18/4 (Karte)         |           |                                        |    |
| BW                             | Gehöft              | Unterdorf 29, Flurstück 81 / 4 (Karte)       |           |                                        |    |

### Solz
| Bild                                    | Bezeichnung                                | Lage                                        | Datierung | Beschreibung                           | ID |
| --------------------------------------- | ------------------------------------------ | ------------------------------------------- | --------- | -------------------------------------- | -- |
| BW                                      | Ehemaliges Wasserschloss                   | Am Gänserasen 7, 9 (Karte)                  |           |                                        |    |
| BW                                      | Wohnhaus                                   | Dr.-Ernst-Ludwig-Heim-Straße 2 (Karte)      |           | Flurstück 8/2                          |    |
| BW                                      | Wohnhaus                                   | Dr.-Ernst-Ludwig-Heim-Straße 10 (Karte)     |           | Flurstück 3/2                          |    |
| BW                                      | Brauhaus                                   | Hohle 5 (Karte)                             |           | Flurstück 38 / 7                       |    |
| BW                                      | Gehöft                                     | Kirchberg 2 (Karte)                         |           | Flurstück 2 / 6                        |    |
| BW                                      | Gehöft                                     | Kirchberg 3 (Karte)                         |           | Flurstück 107                          |    |
| BW                                      | Gehöft                                     | Kirchberg 5 (Karte)                         |           | Flurstück 117 / 2                      |    |
| BW                                      | Schule                                     | Kirchberg 6, Flurstück 123/2 (Karte)        |           |                                        |    |
| BW                                      | Scheune                                    | Kirchberg 6, Flurstück 123/2 (Karte)        |           |                                        |    |
| BW                                      | Pfarrhaus                                  | Kirchberg 7, Flurstück 115/6 (Karte)        |           |                                        |    |
| BW                                      | Scheune                                    | Kirchberg 7, Flurstück 115/6 (Karte)        |           |                                        |    |
| weitere Bilder Fotos hochladen          | Evangelische Kirche                        | Kirchberg 8 (Karte)                         |           | Kirche samt künstlerischer Ausstattung |    |
| BW                                      | Kirchhof                                   | Kirchberg 8 (Karte)                         |           |                                        |    |
| BW                                      | Friedhofskapelle                           | Kirchberg 8 (Karte)                         |           |                                        |    |
| BW                                      | Grabmal Kirchenrat Ernst-Ludwig Heim       | Kirchberg 8 (Karte)                         |           |                                        |    |
| BW                                      | Nebengelaß                                 | Meininger Straße 9 (Karte)                  |           | Flurstück 46/3                         |    |
| BW                                      | Wohnhaus                                   | Meininger Straße 26, Flurstück 19/2 (Karte) |           |                                        |    |
| BW                                      | Scheune                                    | Meininger Straße 26, Flurstück 19/2 (Karte) |           |                                        |    |
| BW                                      | Wohnhaus                                   | Mühlenweg 4 (Karte)                         |           | Flurstück 128/3                        |    |
| Direkt Bild zu diesem Denkmal hochladen | Mühlengehöft Obere Mühle                   | Obere Mühle 3, Flurstück 225                |           |                                        |    |
| BW                                      | Feuerwehrhaus                              | Solzer Dorfstraße 2 (Karte)                 |           |                                        |    |
| BW                                      | Dorfplatz                                  | Solzer Dorfstraße 2 (Karte)                 |           |                                        |    |
| BW                                      | Futtermauer                                | Solzer Dorfstraße 2 (Karte)                 |           |                                        |    |
| Direkt Bild zu diesem Denkmal hochladen | Staketenzaun                               | Solzer Dorfstraße 2                         |           |                                        |    |
| Direkt Bild zu diesem Denkmal hochladen | Dorflinde                                  | Solzer Dorfstraße 2                         |           |                                        |    |
| BW                                      | Ehemaliges Schäferhaus: Wohnhaus           | Solzer Dorfstraße 5 (Karte)                 |           |                                        |    |
| BW                                      | Ehemaliges Schäferhaus: Scheune (Fragment) | Solzer Dorfstraße 5 (Karte)                 |           |                                        |    |
| BW                                      | Wohnhaus                                   | Solzer Dorfstraße 6 (Karte)                 |           | Flurstück 99 / 2                       |    |
| BW                                      | Wohnhaus                                   | Solzgrund 1, Flurstück 81 / 2 (Karte)       |           |                                        |    |
| BW                                      | Torbau                                     | Solzgrund 1, Flurstück 81 / 2 (Karte)       |           |                                        |    |
| BW                                      | Wohnhaus                                   | Solz, Solzgrund 2 (Karte)                   |           |                                        |    |
| Direkt Bild zu diesem Denkmal hochladen | Wegweiserstein                             | Koordinaten fehlen! Hilf mit.               |           |                                        |    |

## Ehemalige Kulturdenkmale
| Bild                                    | Bezeichnung | Lage                      | Datierung | Beschreibung   | ID |
| --------------------------------------- | ----------- | ------------------------- | --------- | -------------- | -- |
| Direkt Bild zu diesem Denkmal hochladen |             | Rippershausen, Im Dorf 9  |           |                |    |
| Direkt Bild zu diesem Denkmal hochladen | Wohnhaus    | Rippershausen, Im Dorf 43 |           | Wohnhaus       |    |
| Direkt Bild zu diesem Denkmal hochladen | Gehöft      | Melkers, Dorfstraße 36    |           | Flurstück 24/4 |    |